# 春園街
春園街（英語：Spring Garden Lane），是香港位於香港島北部灣仔的一條街道，南北走向，單向行車。

## 歷史

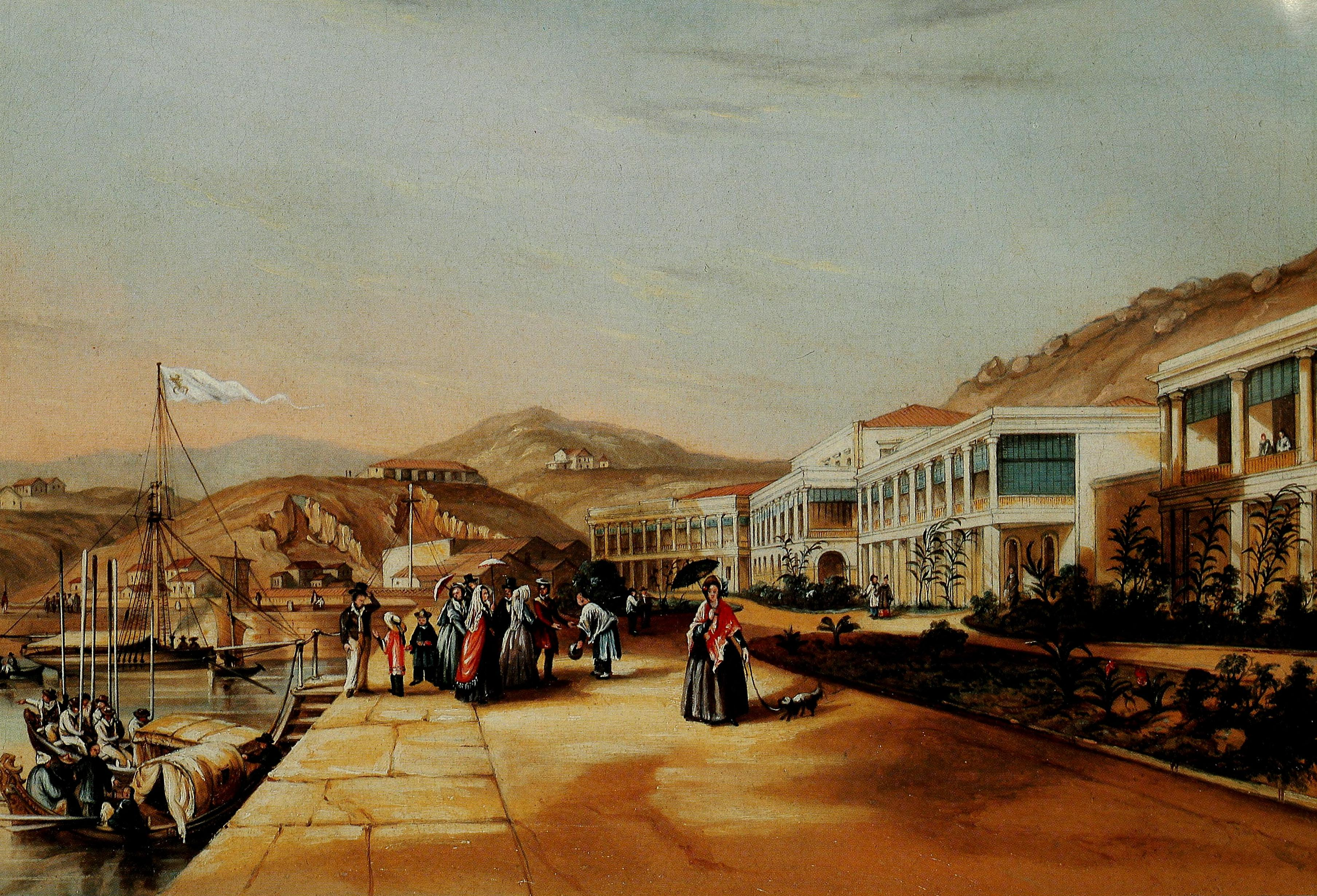
1846年的春園街

1840年代香港開埠初期，英國鴉片商人顛地（Lancelot Dent）在現時春園街一帶建立其花園洋房，環境優美，綠樹成蔭，並建了一個泉水池，及後更因此命名為「Spring Garden」。
街道本應譯為「泉園街」，但由於英文「Spring」可以翻譯作水泉，也可以譯作春天，最終譯為今天的「春園街」。

## 特色
春園街沿道有不少唐樓、茶餐廳、士多、2間便利店、還有數十年的大金龍麻雀館及大型香港賽馬會投注站。
此街道為台灣作家張曼娟喜歡採買的市場商圈。

## 圖片集

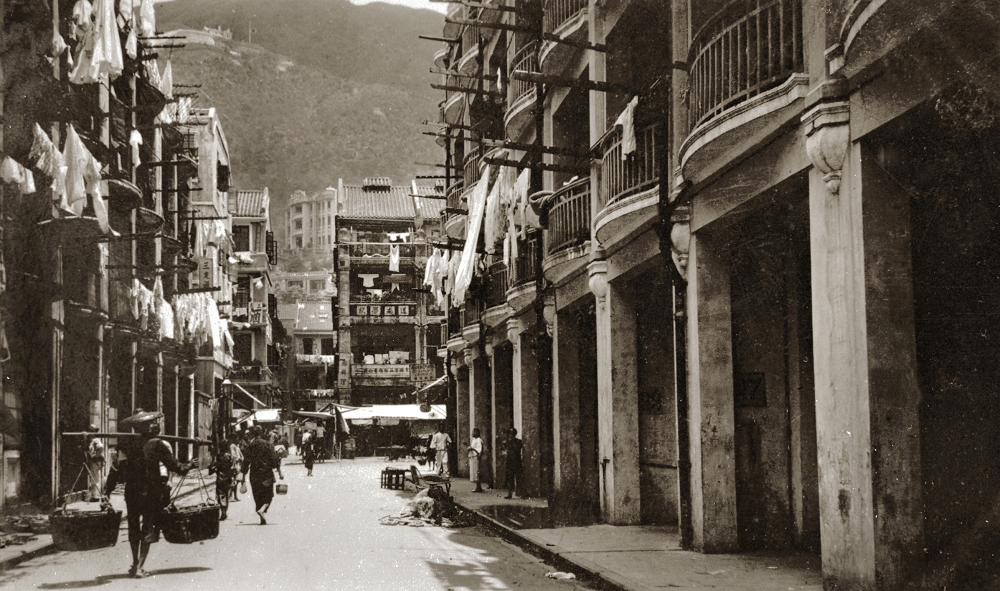
1925年春園街與交加街交界
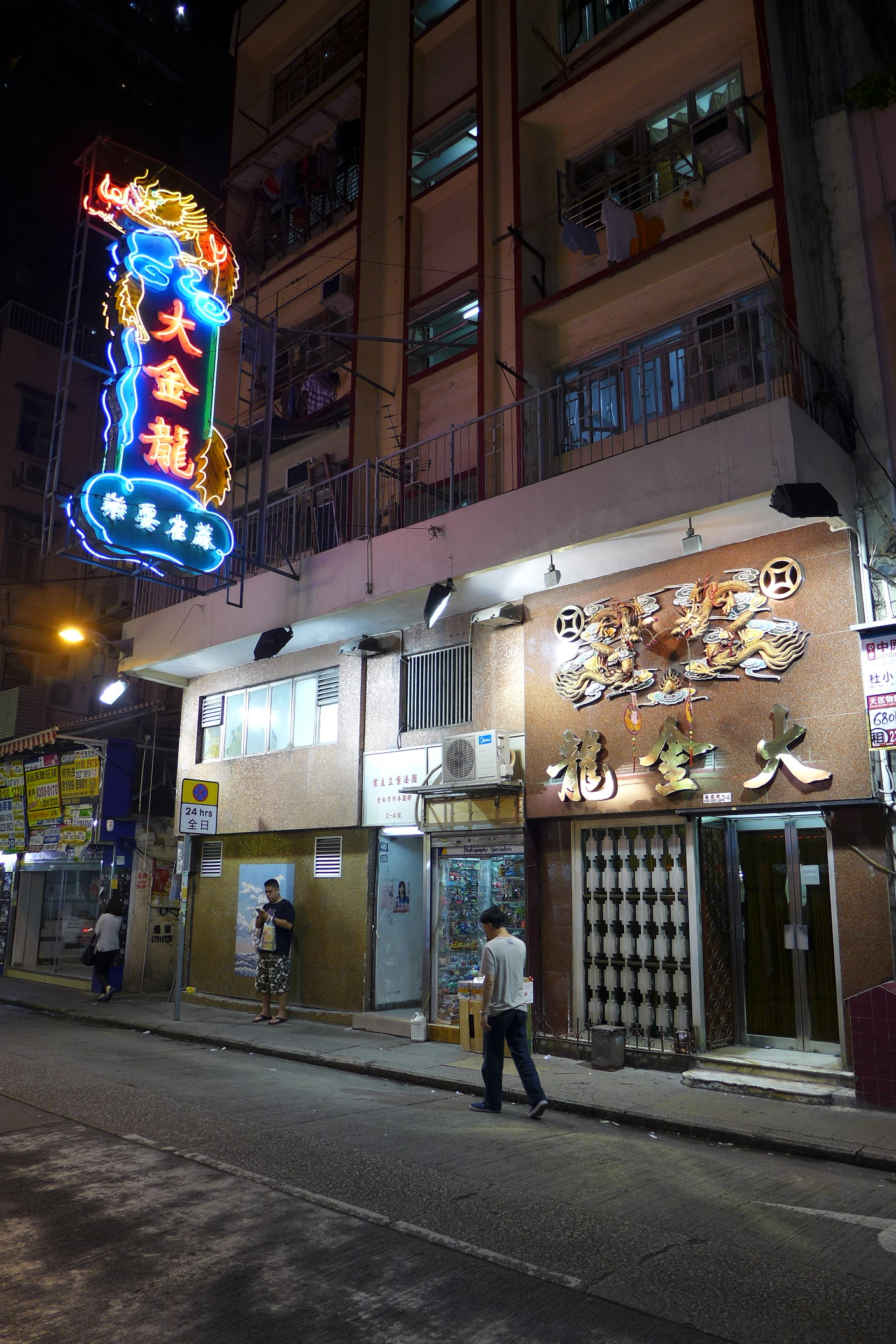
春園街2號的娛樂場所 （大金龍麻雀館）
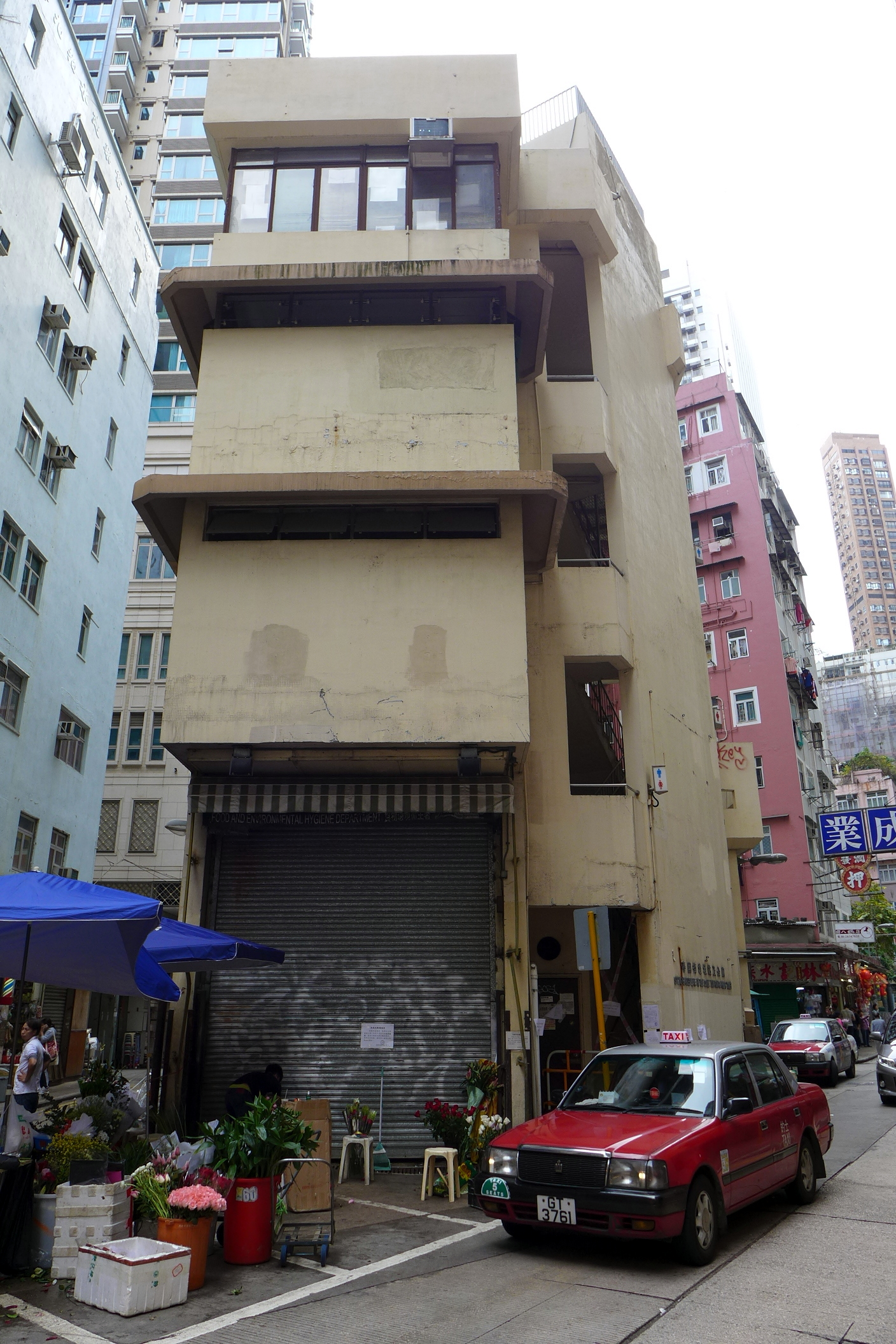
春園街公廁及垃圾站 （於2015年12月遷至囍匯地庫，2016年拆卸）
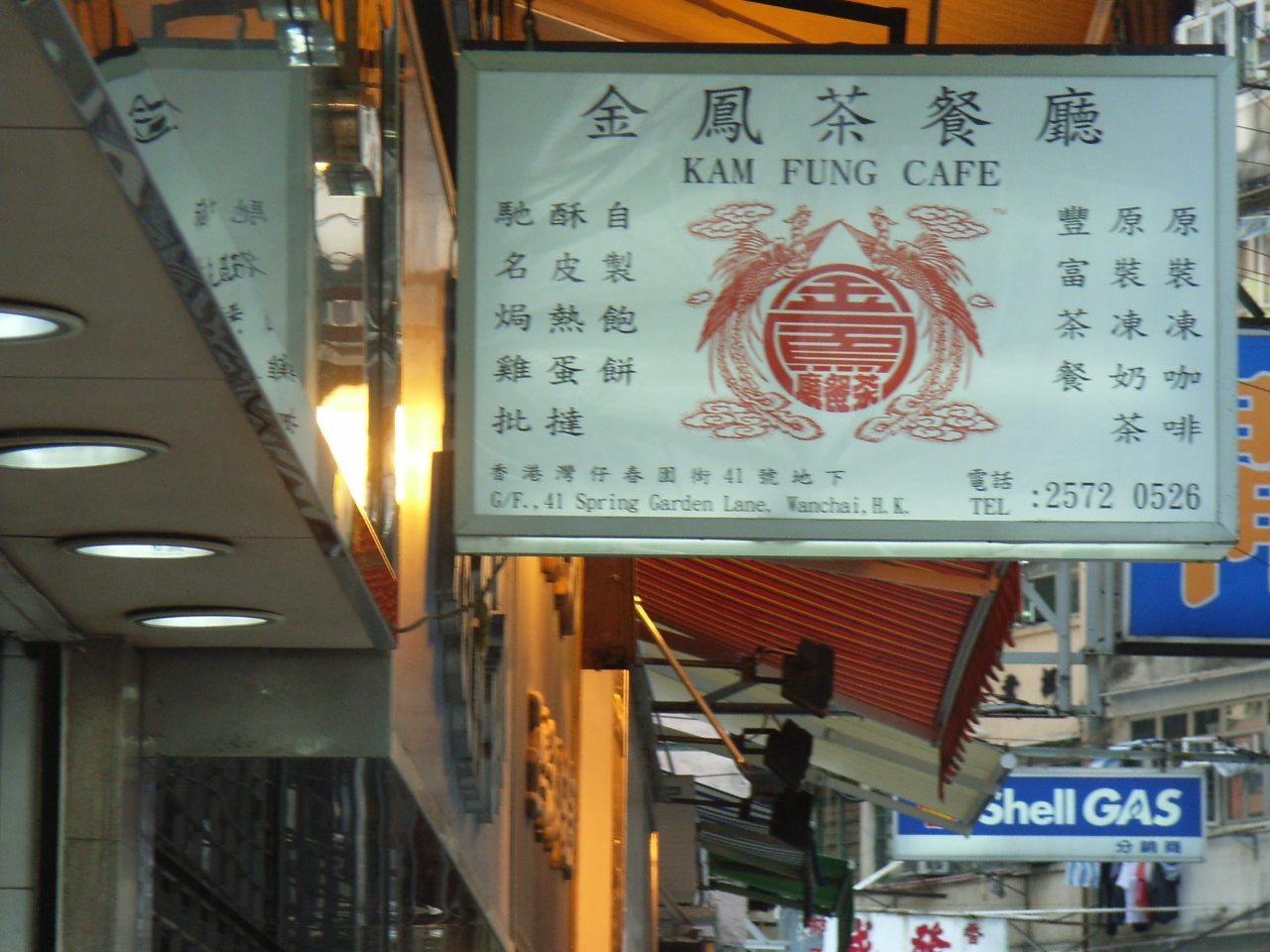
春園街內的茶餐廳 （金鳳茶餐廳）
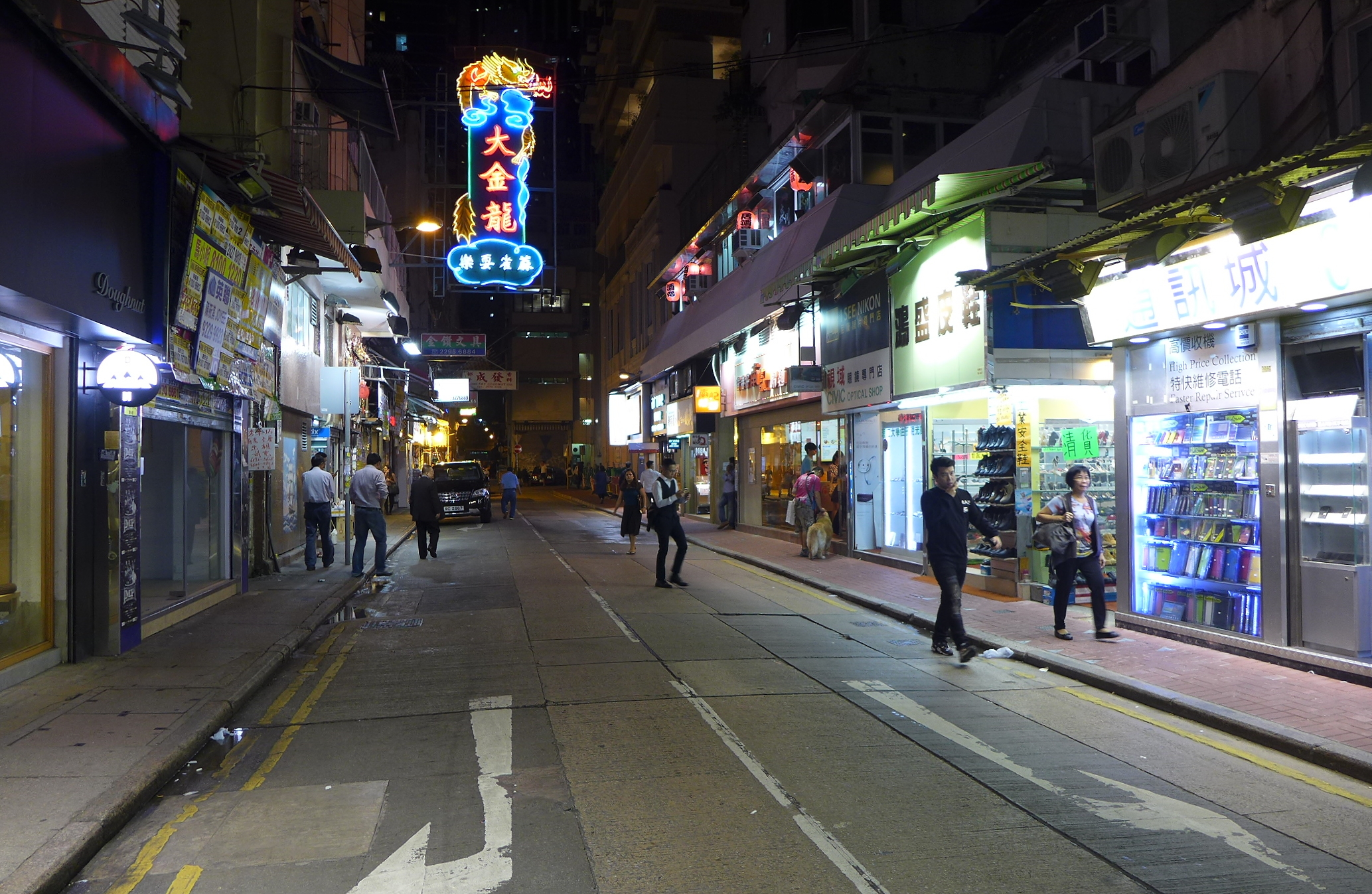
春園街與莊士敦道交界
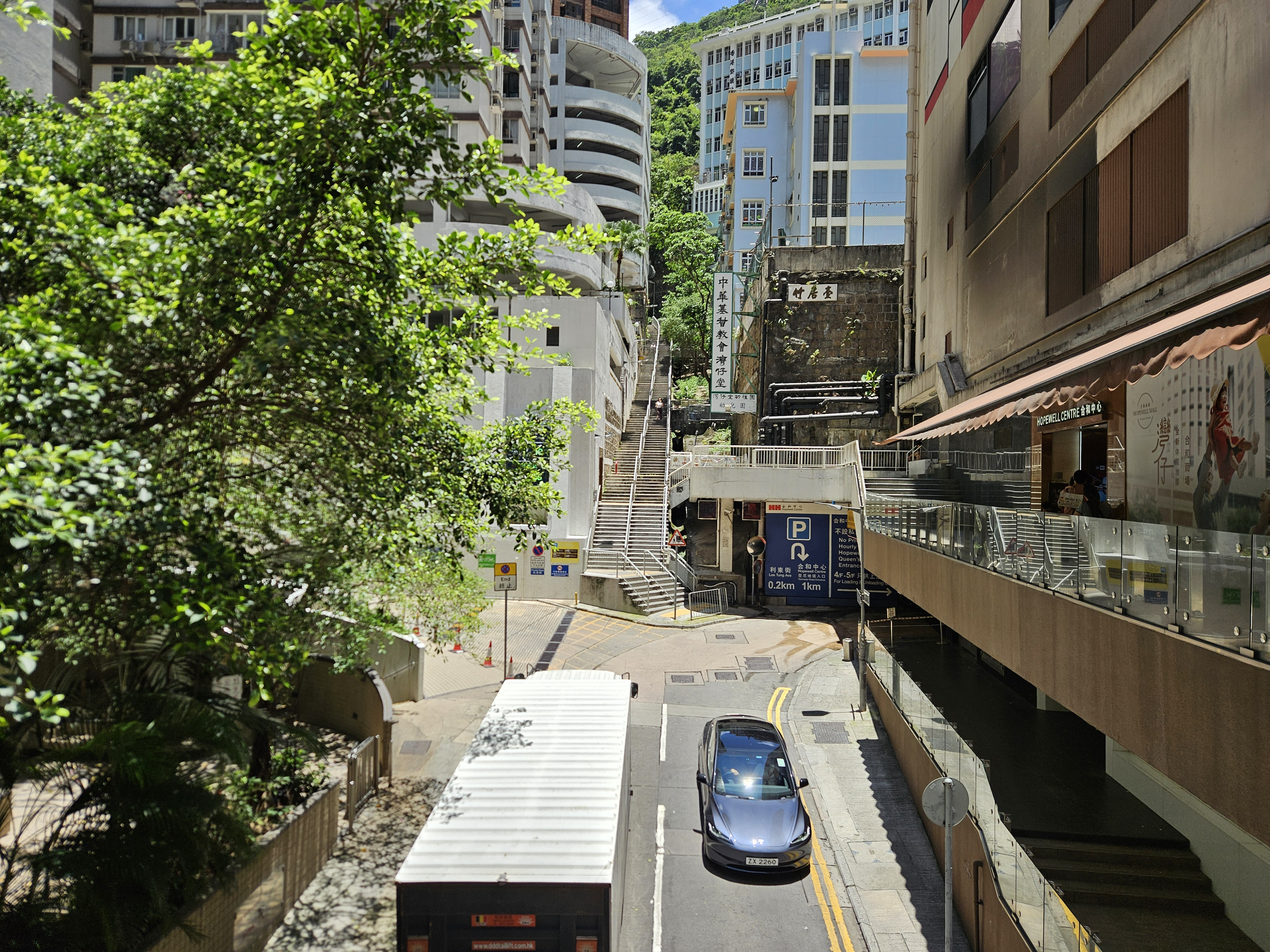
春園街近胡忠大廈
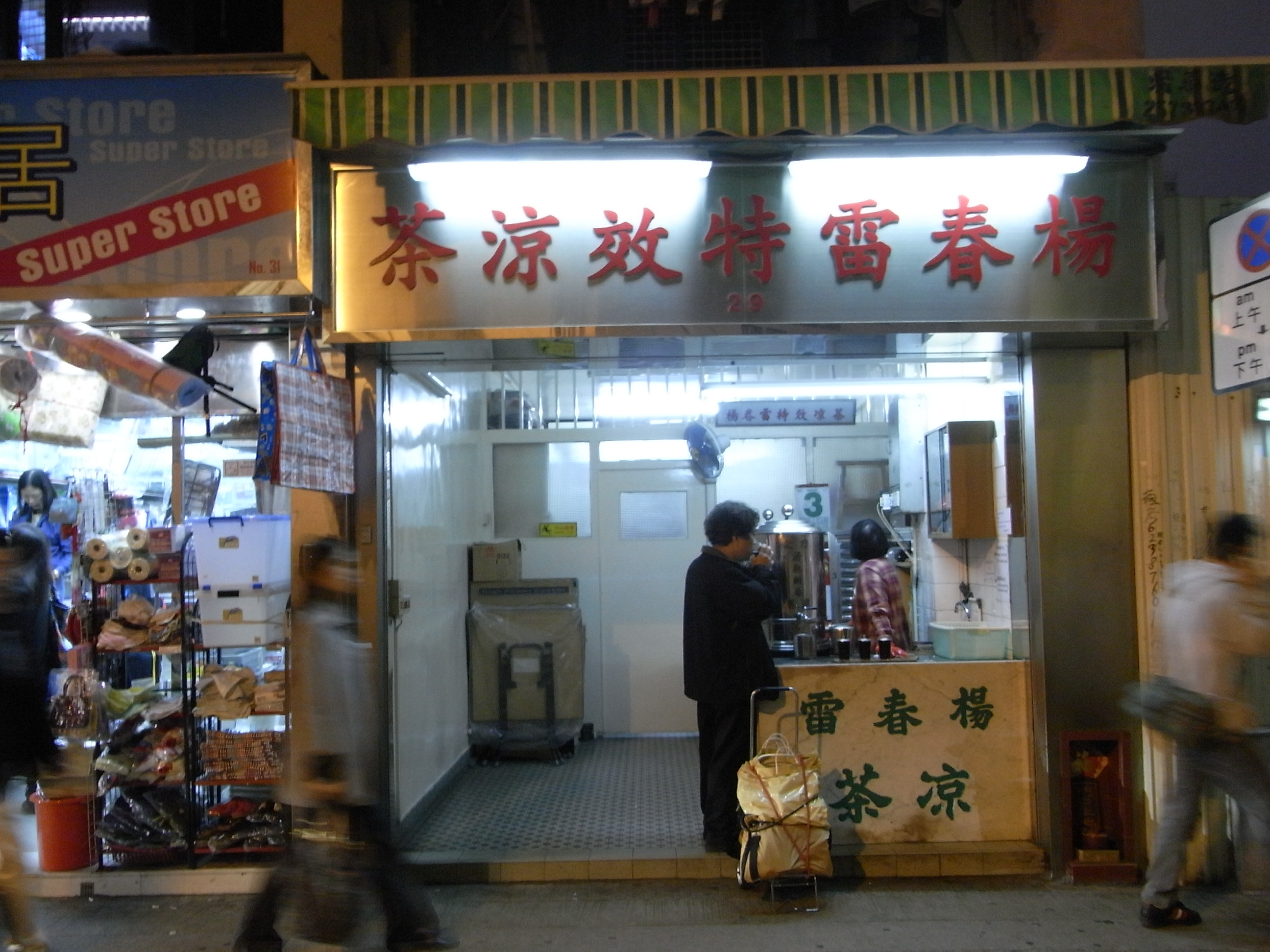
春園街29號（已結業的楊春雷特效涼茶店面）
大金龍霓虹招牌（已於2020年5月20日拆卸）
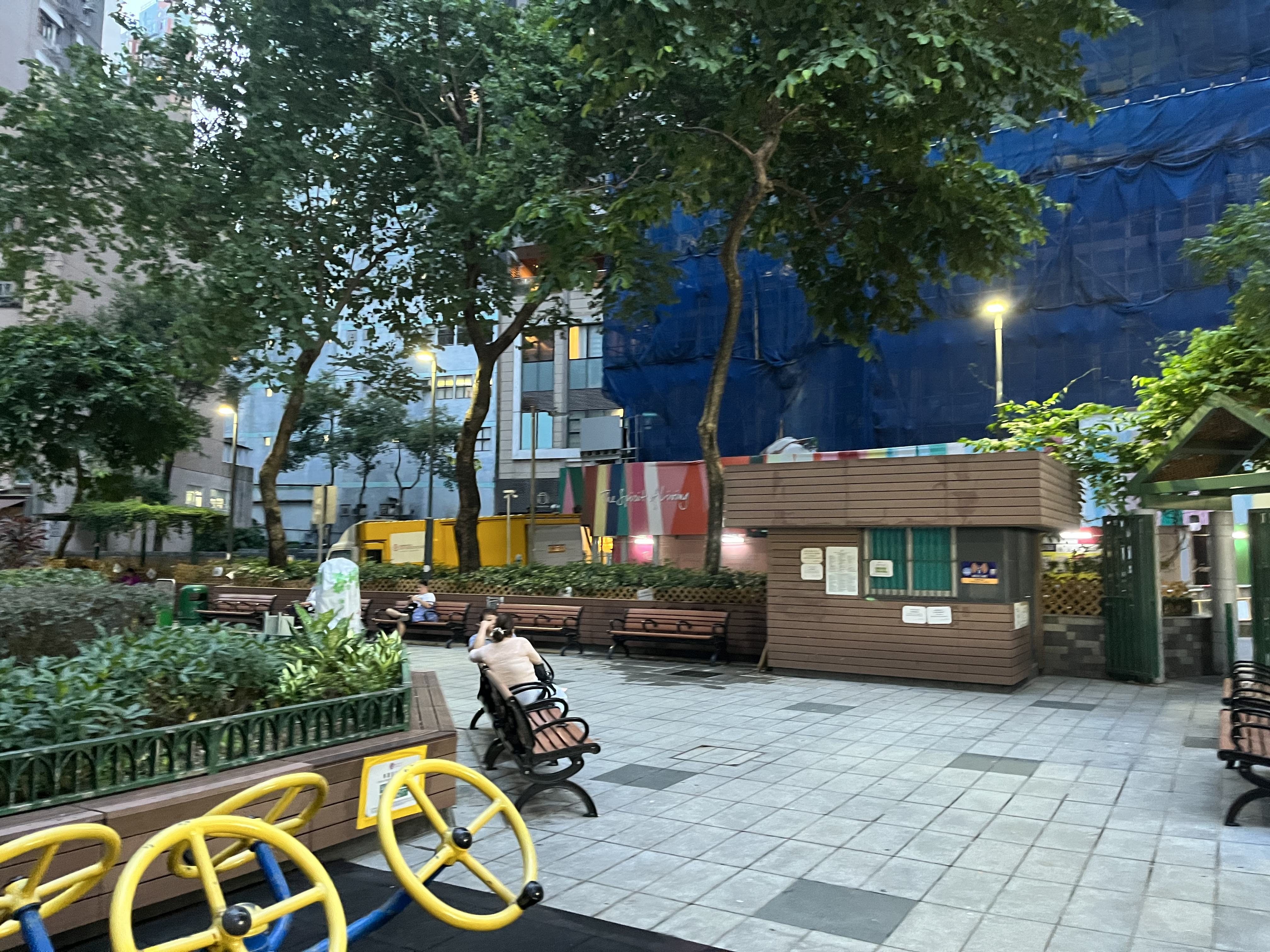
春園街休憩處

## 外部連結
维基共享资源上的相關多媒體資源：春園街